# Каракат
Карака́т (каз. Қарақат) — село у складі району Турара Рискулова Жамбильської області Казахстану. Входить до складу Куланського сільського округу.
У радянські часи село називалося Октябр-Чарва.
Населення — 879 осіб (2021; 161 у 2009, 779 у 1999, 819 у 1989).